# St. Johannes (Buko)

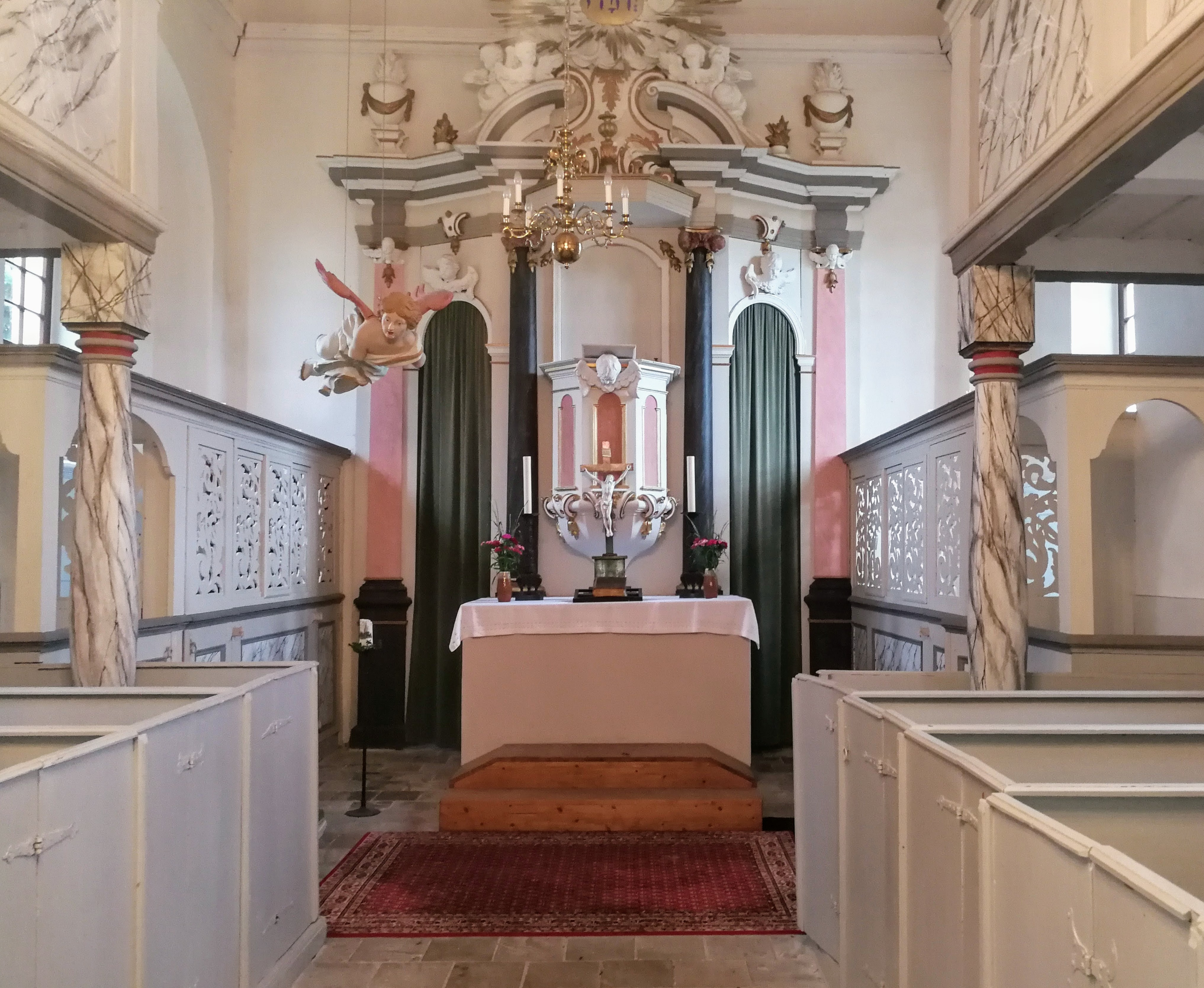
Innenansicht

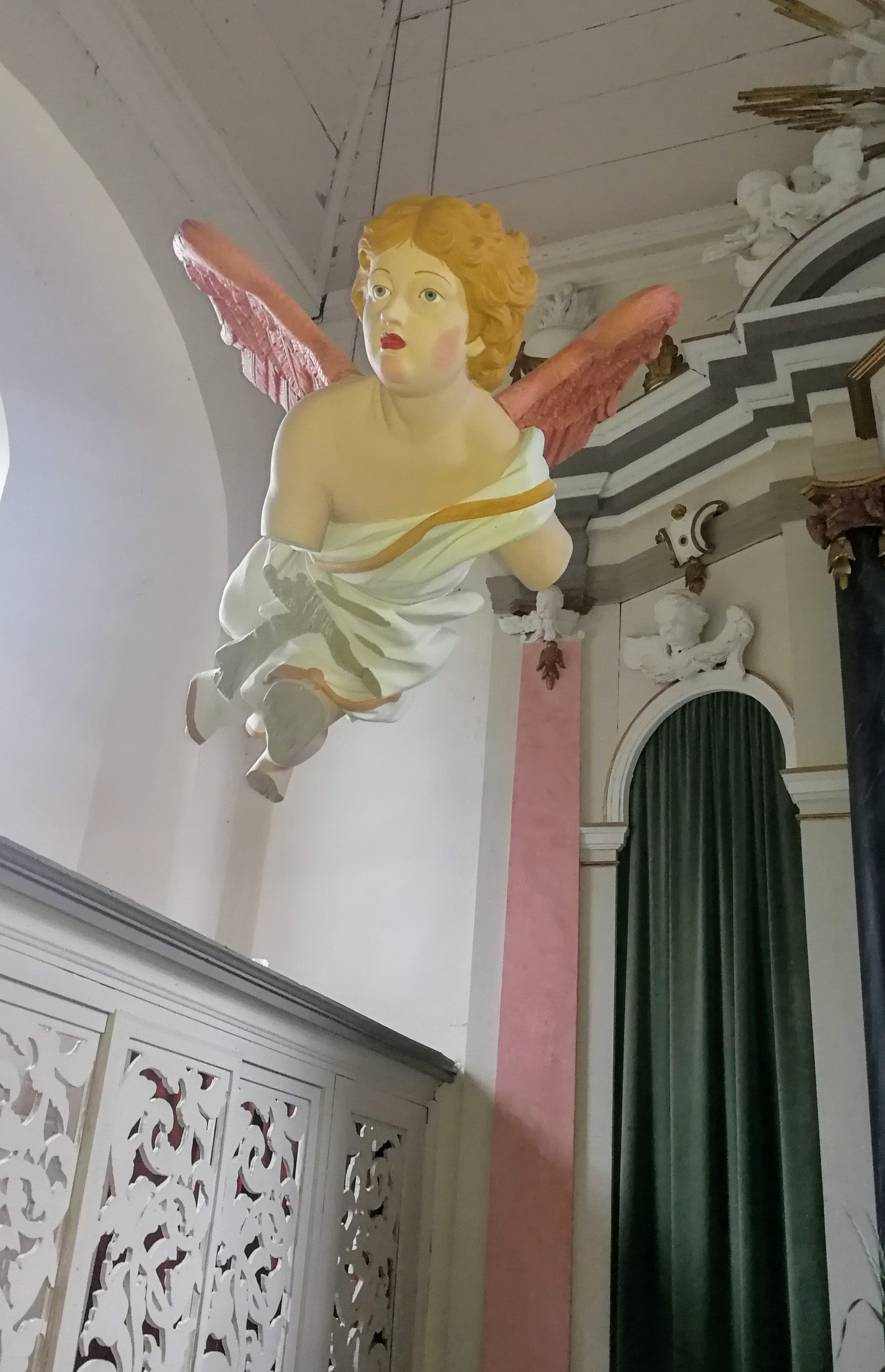
Taufengel

Die evangelische Kirche St. Johannes (auch St. Johannis) ist eine stattliche, im Kern spätromanische Saalkirche im Ortsteil Buko von Coswig (Anhalt) im Landkreis Wittenberg in Sachsen-Anhalt. Sie gehört zur Hoffnungskirchengemeinde Zieko im Kirchenkreis Zerbst der Evangelischen Landeskirche Anhalts.

## Geschichte und Architektur
Die stattliche, im Kern spätromanische Saalkirche mit östlicher Apsis und quadratischem Westturm wurde aus Feldstein erbaut. Nach einem Brand im Jahr 1722 erfolgte 1724 eine Erweiterung des Saales nach Osten, wobei der ursprünglich wohl eingezogene Chor auf Schiffsbreite vergrößert wurde. Aus dieser Zeit stammen auch das nach Osten abgewalmte Mansarddach und die in Resten noch erkennbare Eckrustizierung. Der Westturm mit achteckigem Oberteil und geschweifter Haube und Laterne wurde 1892 nach Blitzschlag wohl in Anlehnung an einen barocken Vorgänger erneuert.
Im Inneren schließt ein hölzernes Spiegelgewölbe den Raum ab. Im Jahr 1993 wurde eine Restaurierung des Äußeren durchgeführt; im Jahr 2001 wurde die barocke Innenausmalung rekonstruiert. Zu Neujahr 2006 wurden die Fenster der Kirche durch Vandalismus beschädigt, die Innenausstattung blieb jedoch unversehrt.

## Ausstattung
Die dreiseitige, in den Chorraum vortretende Kanzelaltarwand verschließt den Apsisbogen vollständig. Die Kanzel wird von Säulen flankiert; die beiden äußeren Seiten werden durch je einen, weit nach oben reichenden Durchgang nahezu vollständig durchbrochen. Auf dem verkröpften Gesims sind Putti und Vasen angeordnet. Im gesprengten Segmentbogengiebel ist eine Strahlenglorie mit den hebräischen Namen Gottes Jahwe angeordnet. Die einheitliche Ausstattung stammt aus dem Jahr 1769. Links und rechts vom Altar sind Kastengestühle mit durchbrochenen, ornamentierten Sichtfenstern aufgestellt. Eine Empore umgibt an drei Seiten den Raum, im Westen ist eine Orgel mit historisierendem Prospekt aus dem Jahr 1836 mit zehn Registern auf einem Manual und Pedal von Johann Friedrich Turley eingebaut. Eine Glocke wurde im Jahr 1922 gegossen.
Die Kirche ist umgeben von einem Friedhof, der regelmäßig durch Gemeindemitglieder gepflegt wird.